# Магдиев, Юрий Загирбекович
Ю́рий Загирбе́кович Магди́ев (туркм. Yuriý Zagirbekowiç Magdiýew; 1 декабря 1971, Ашхабад, Туркменская ССР, СССР) — туркменский и российский футболист и тренер. Выступал за сборную Туркменистана.

## Клубная карьера
В детстве занимался в ведущем ашхабадском футбольном спецклассе, где его тренером был Михаил Смушкович. Выпускался же Юрий Магдиев у Валерия Немомнящего, который не видел в нём талантливого футболиста, а предложил ему продолжить учёбу, в которой он был отличником. После выпуска из школы поступил в Туркменский государственный институт физкультуры и спорта, после чего его порекомендовали в клуб второй низшей лиги «Ахал», где была создана довольна молодая команда. После чего выступал за «Небитчи» и «Нису». В 1994 году перешёл в лучший клуб Туркменистана — «Копетдаг».
В 1999 году перешёл в кременчугский «Кремень», клуб выступал в первой лиге Украины. Дебютировал 5 апреля в домашней игре против винницкой «Нивы» (0:0). По итогам сезона 1998/99 «Кремень» занял 17 место из 20 команд и вылетел во вторую лигу, Магдиев сыграл в 17 встречах и забил 1 гол (в ворота «Буковины»).
Летом 1999 года перешёл в тернопольскую «Ниву», в команду перешёл вместе с другим туркменом Муслимом Агаевым, вместе с которым он выступал за «Кремень». В высшей лиге Украины дебютировал 16 июля в выездном матче против одесского «Черноморца» (1:0), Магдиев вышел в конце матча, на 86 минуте вместо Сергея Кривого. В следующей домашней игре против донецкого «Металлурга» (3:0), Магдиев открыл счёт в игре, на 53 минуте в ворота Андрея Кураева. Всего за клуб он сыграл в чемпионате в 11 матчах, в которых забил 3 гол (в ворота «Металлурга», «Днепра» и «Спартака»). В начале 2000 года покинул клуб и вскоре вернулся в «Копетдаг».
Далее играл в смоленском «Кристалле», а летом 2003 года перебрался в стерлитамакский «Содовик», где весной 2004 года, вновь назначенный главным тренер «Содовика» Александр Игнатенко выставил его и бывшего игрока воронежского «Факела» Игоря Неучева на трансфер. После чего он перешёл в белорусскую «Дариду», где играл под руководством своего друга Армена Адамяна. Однако, уже в июне 2004 года Магдиев подписал контракт с казахстанским «Таразом», с которым в этом же году стал обладателем Кубка Казахстана.
В 2005 году Магдиев перешёл к Адамяну, на сей раз в армянскую «Мику», в которой получил должность играющего тренера. Тандем Адамяна и Магдиева сразу привёл «Мику» к победе в Кубке Армении, в котором 9 мая 2005 года он сумел отличиться, забив второй мяч команды в ворота «Киликии» (2:0). 12 сентября 2005 года Магдиев в матче чемпионата Армении на 15-й минуте матча, вынося мяч, почувствовал боль в ноге. Последовала операция на мениске в Ереване, после восстановления Магдиев вернулся на сборы с «Микой» в Турции, но на них колено вновь опухло. На сборах ему встретился главный тренер казанского «Рубина» Курбан Бердыев, с которым они пересекались в сборной Туркменистана и в «Кристалле», вышел через него на медицинский штаб «Рубина», которые назначили Магдиеву определенные курсы, но гарантий к восстановлению не давали. После чего он принял решение завершить с футболом.

## Карьера в сборной
В 1994 году, выступая за «Нису», получил приглашение от Джамала Гугушвили в национальную сборную Туркменистана, за которую играл вплоть до 2001 года. За сборную сыграл 20 матчей и забил один гол — на 75-й минуте в товарищеском матче против сборной Азербайджана, который состоялся 25 апреля 1997 года в Ашхабаде.

### Участие в Азиатских играх-1998
Магдиев принял участие в Азиатских играх-1998. Там он сыграл матч против сборной Южной Кореи (3:2).

## Тренерская карьера
После окончания футбольной карьеры Магдиев по рекомендации Адамяна в 2006 году рассматривался на пост главного тренера клуба «Смоленск», однако тренером назначен не был. После чего он окончил Высшую школу тренеров в Москве. В 2008 году был назначен главным тренером воронежского ФСА, который в дебютном же сезоне вывел во Второй дивизион. В 2011 году был назначен тренером каспийского «Дагдизеля».

## Достижения
- Копетдаг: чемпион Туркменистана — 1994, 1995, 1997/1998, 2000
- Тараз: Обладатель Кубка Казахстана — 2004[10]
- Мика: Обладатель Кубка Армении — 2005[11]

## Личная жизнь
Отец Юрия — Загирбек Магдиев уроженец села Мегеб Гунибского района Дагестанской АССР, даргинец по национальности. После армии, где он служил в ГДР, приехал на набор стройбригады в Ахшабад. В Ашхабаде отец Юрия окончил институт, а позже устроился главным инженером на завод, а вскоре и женился на местной русской девушке уроженке Ашхабада. В детстве отец долгое время был против увлечения Юрия футболом, однако успехи в этом виде спорта поменяли взгляд отца. Юрий Магдиев имеет высшее образование, он окончил с красным дипломом Туркменский государственный институт физкультуры и спорта. В 1998 году по настоянию отца приехал вместе с ним в Дагестан и помолвился с односельчанкой. 5 сентября 2005 года после пяти лет совместной жизни у них родился сын.
По состоянию на август 2011 года, жил в Махачкале. Имел двух детей.